# Leon Śpiewak

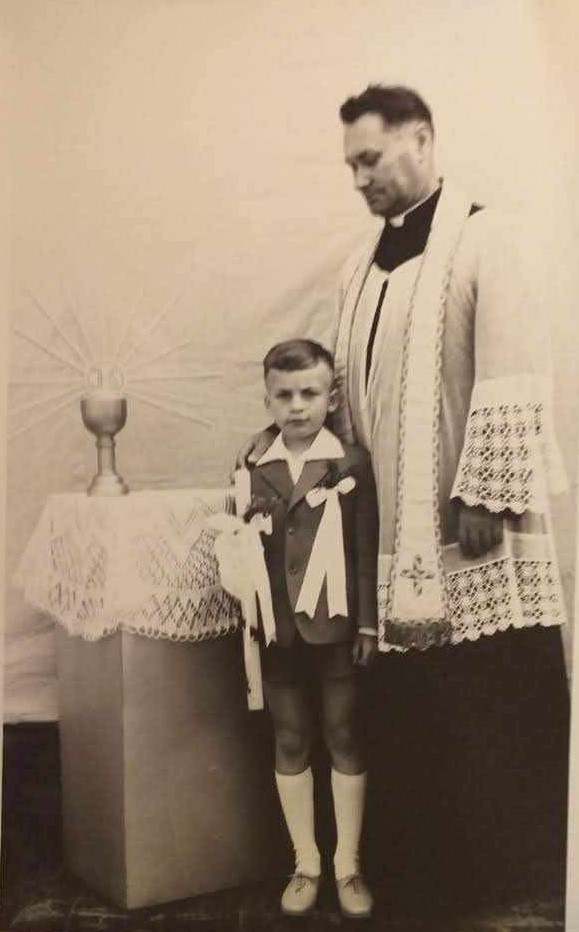
KS. mjr Leon Śpiewak i Jerzy Zalewski

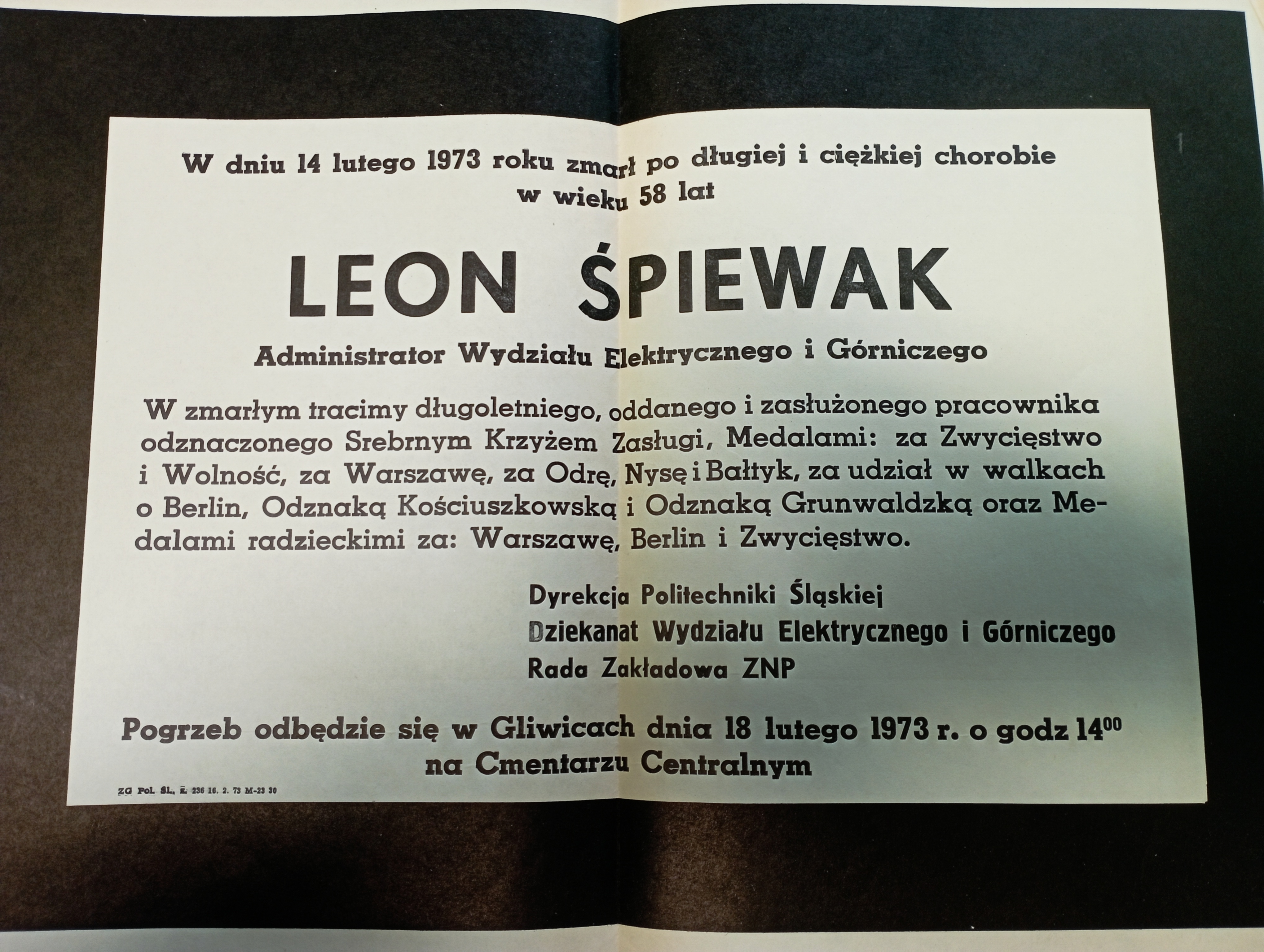
Klepsydra Leona Śpiewaka

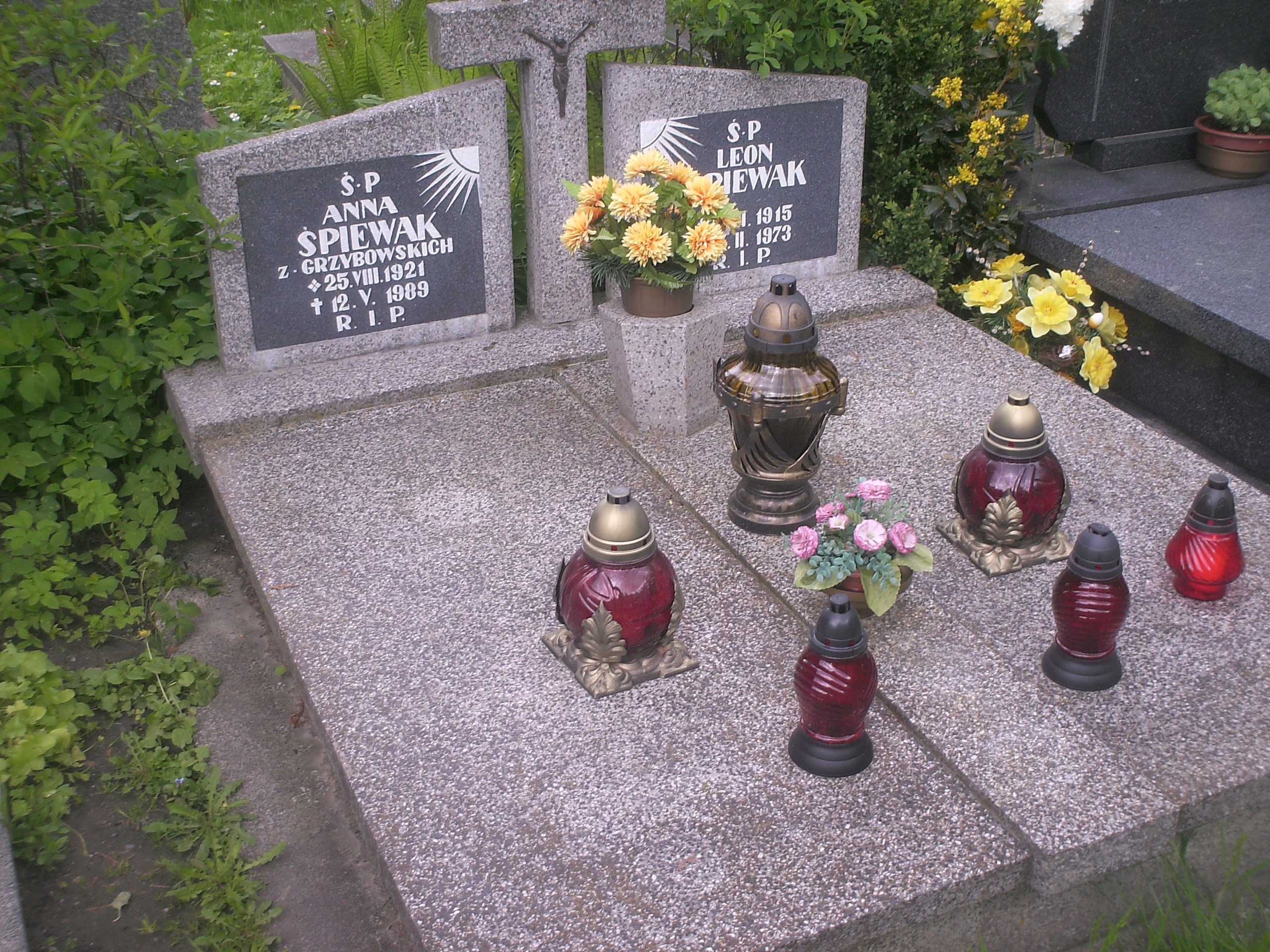
Grób Leona Śpiewaka na Cmentarzu Centralnym w Gliwicach

Leon Śpiewak ps. Oboznik (ur. 6 marca 1915, zm. 14 lutego 1973) – major I Armii Wojska Polskiego.
W 1939 ukończył seminarium w Łucku, po którym został wikarym w parafii w Kostopolu. W 1942 został aresztowany przez Niemców, za pomoc udzielaną Żydom oraz wystawianie fałszywych metryk. Został osadzony w obozie pracy w Ludwipolu. Po rozbiciu obozu przez radzieckich partyzantów, ukrywał się. Został proboszczem parafii w Starej Hucie. Od sierpnia 1943 kapelan oddziału kapitana "Bomby" (Władysław Kochański), cichociemnego, dowódcy patroli dywersyjnych w "Wachlarzu" na trasie Kowel-Sarny, byłego inspektora AK w Równym. Oddział walczył z Niemcami oraz oddziałami UPA. Zaproszony wraz ze sztabem i dowódcą przez generała Naumowa 21 grudnia 1943 (lub 22 grudnia według innych źródeł), podstępnie aresztowany przez NKWD i przewieziony do Moskwy, został osadzony na Łubiance. Zwolniony w kwietniu 1944, wstąpił do I Dywizji Piechoty im. Tadeusza Kościuszki, I Armii Wojska Polskiego, z którą przeszedł cały szlak bojowy, aż do Berlina. Z powodu choroby płuc został zwolniony z wojska. Został kapłanem Ziemi Opolskiej. W 1966 odszedł z probostwa parafii Podwyższenia Krzyża Świętego w Moszczance, porzucając jednocześnie stan kapłański.
Przeprowadził się do Gliwic, gdzie pracował na Politechnice Śląskiej. Zmarł w lutym 1973. Pochowany z honorami wojskowymi i liturgią żałobną na cmentarzu komunalnym w Gliwicach.

## Awanse
- podporucznik
- porucznik
- kapitan - od 25.05.1944
- major - od 25.06.1945

## Odznaczenia
- Krzyż Zasługi z Mieczami
- Srebrny Krzyż Zasługi
- Medal "Za Wyzwolenie Warszawy"
- Medal "Za Odrę Nysę i Bałtyk"
- Medal "Zwycięstwa i Wolności"
- Medal "Za Udział w Walkach o Berlin"
- Medal "Za Wyzwolenie Warszawy"
- Medal "Za Zdobycie Berlina"
- Odznaka "1Dywizji im. Tadeusza Kościuszki"
- Odznaka "Grunwaldzka"